# Сироштан, Николай Антонович
Николай Антонович Сироштан (Сероштан) (укр. Микола Антонович Сіроштан; 1923—2014) — советский хозяйственный, государственный и политический деятель.

## Биография
Родился в 1923 году в селе Алексеевка. Член КПСС.
Участник Великой Отечественной войны, начальник разведки 1-го дивизиона 687-го артиллерийского полка. С 1947 года — на хозяйственной, общественной и политической работе; до 1994 года, последовательно: партийный работник в Харьковской области, секретарь Харьковского сельского обкома КПУ по идеологии; партийный и научный работник, ректор, заведующий кафедрой экономической теории Харьковского инженерно-экономического института; руководитель Всеукраинской ассоциации преподавателей экономики. 
Умер в Харькове в 2014 году.